# Пейкер, Иван Устинович

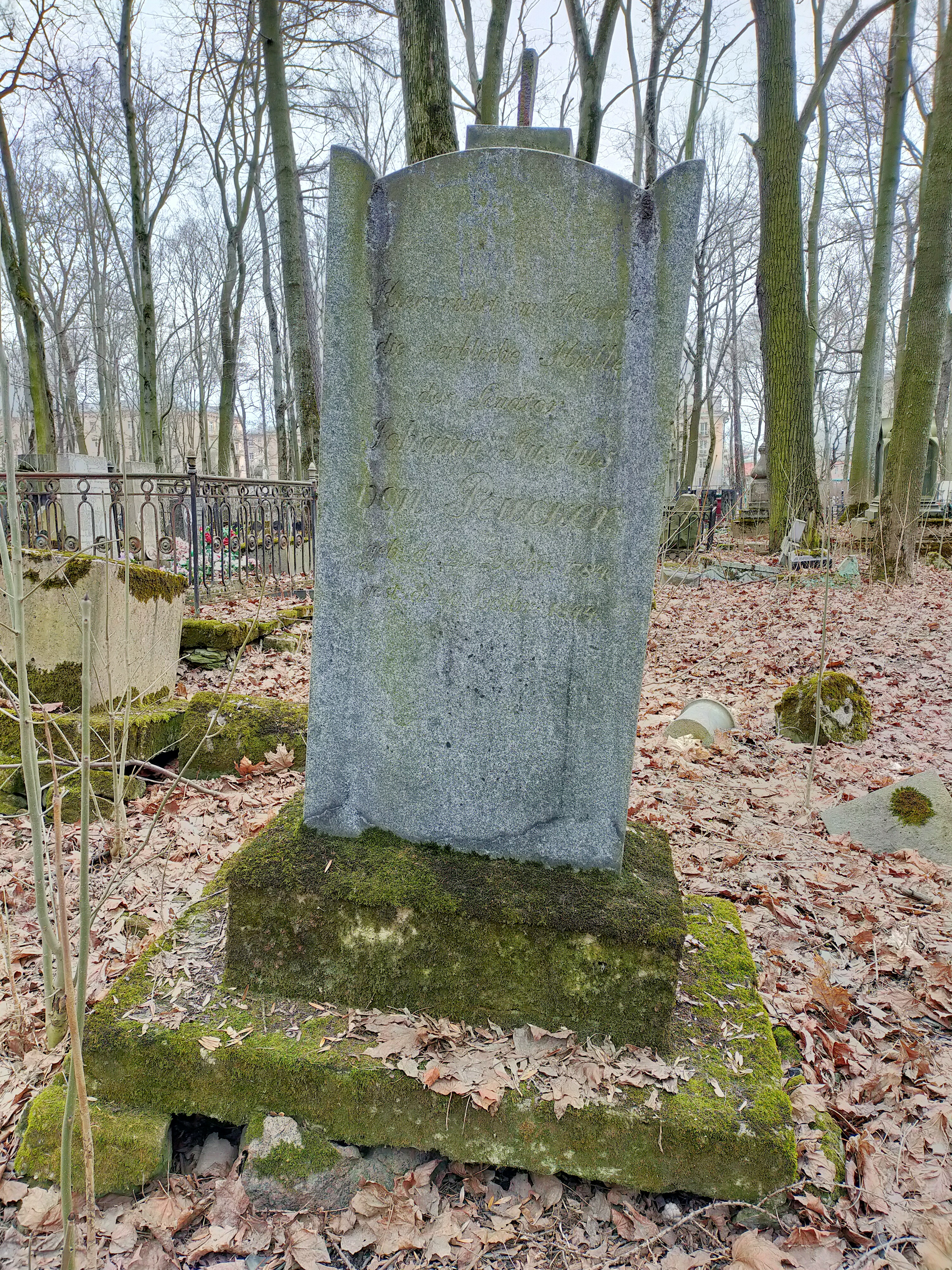
Могила И.У. Пейкера, Волковское лютеранское кладбище

Иван Устинович (Юстинович) фон Пейкер (Иоганн-Юстус; 20 [31] декабря 1784 — 30 октября [11 ноября] 1844) — сенатор, тайный советник.

## Биография
Иоганн-Юстус фон-Пейкер родился 20 (31) декабря 1784 года, воспитывался в 1-м кадетском корпусе, по окончании курса в котором в 1801 году был выпущен корнетом в Павлоградский гусарский полк с назначением состоять при цесаревиче Константине Павловиче; 6-го февраля 1802 года Пейкер был переведён в Конный лейб-гвардии полк.
Во время войны третьей коалиции участвовал в сражении при Аустерлице и был награждён орденом Св. Анны 4-й степени. По окончании кампании 7 апреля 1806 года вернулся в Россию. В 1807 году он вновь принял участие в походах против Наполеона; 29 мая участвовал в деле под Гейльсбергом, а 2 июня в сражении при Фридланде, где был ранен картечью в левую руку и грудь и от разрыва гранаты получил три контузии; был награждён орденом Св. Владимира 4-й степени с бантом. После возвращения в Россию, 23 сентября 1807 года он был уволен «за ранами» от службы с мундиром и полным пенсионом.
Через некоторое время (3 января 1809 года), он вновь поступил на службу — подполковником, в Свиту Его Императорского Величества по квартирмейстерской части. Но через два года (27 ноября 1811 года) снова был по прошению «за ранами» уволен.
В 1819 году (17 декабря) был назначен на должность Костромского вице-губернатора, а в 1821 году (23 ноября) получил назначение Рязанским вице-губернатором. Здесь, как значится в формулярном списке, «в 1823 году в селе Терехове Спасского уезда, где числилось 600 душ, П. лично открыл 383 души, прописанных по 6-й и 7-й ревизии, кои по предложению его, с собственного прошения, Казенной палатой в оклад были причислены»; «таковое действие послужило руководством к дальнейшим открытиям, по коим казна приобрела весьма значительное приращение в доход»; в воздаяние за это Пейкер в 1824 году пожалован был орденом Владимира 4-й степени, а 17-го февраля того же года произведен в статские советники и назначен председателем Рязанского Губернского правления.
В апреле 1825 года Пейкер был определён обер-прокурором Межевого департамента Сената. Затем, 5-го марта 1829 года он был назначен директором Департамента государственного хозяйства и публичных зданий. Ему было поручено преобразование управления колоний, но по воспоминаниям А. М. Фадеева, который в 1830 году был вызван в Санкт-Петербург графом А. А. Закревским для переустройства управления колоний и сокращения штата колонистского управления и обращения содержания последнего на самих колонистов, Пейкер не выказал при этом ни достаточных познаний, ни проницательности.
С 1 марта 1831 года Пейкер получил назначение состоять при графе И. И. Дибиче-Забалканском (затем — при графе И. Ф. Паскевиче-Эриванском) и во время польского восстания находился при главной квартире в местечке Шенице, получая задания по продовольственной части.
14 декабря 1831 года Пейкер был произведён в тайные советники. С 21 июня 1832 года ему было повелено присутствовать в I отделении 5 департамента Сената, а 6 декабря того же года было возложено подробное обозрение межевых канцелярий и контор и поручена выработка мер к лучшему устройству межевой части; в январе 1834 года ему был поручен проект Устава об Интендантском управлении большой действующей армии.
«За ревизию межевых канцелярий и контор» он был пожалован 18 января 1834 года орденом Св. Владимира 2-й степени; 19 января того же года и 15 мая следующего 1835 года он был командирован с правами ревизующего сенатора в Москву «для приведения в порядок дел Межевой канцелярии»; 2 октября 1842 года он был уволен по прошению от должности главного директора Межевого корпуса, но оставлен в звании сенатора. В следующем году, 4 мая, он был назначен первоприсутствующим в Соединенном присутствии С.-Петербургских департаментов Правительствующего сената.
Скончался в ночь с 29 на 30 октября (11 ноября) 1844 года и был похоронен на Волковском лютеранском кладбище. Там же была похоронена его жена Амалия Фёдоровна, урожд. фон Веймарн (1794—1859). Её брат, А. Ф. Веймарн в 1830 году приобрёл имение Терпилицы в приданое своей сестре. В 1831 году И. У. Пейкер купил также усадьбу Жабино.

### Семья
Первая жена: Каролина София фон Веймарн (1781—1821); их сын Николай Иванович Пейкер (1809—1894); у него сын Николай (1844—1902).
Вторая жена: Амалия Фёдоровна фон Веймарн (1794—1859); у них дети: Леонид (?—1869), Александрина (1823—1843), Владимир (1824—1879), Константин (1828—1855), Фёдор (1829—1886).

## Награды
- орден Св. Анны 4-й степени (1805)
- орден Св. Владимира 4-й степени с бантом (1807)
- орден Св. Владимира 2-й степени (1834)